# فضل‌آباد (سبزوار)
فضل آباد روستایی در دهستان کوه همائی بخش روداب شهرستان سبزوار استان خراسان رضوی ایران است. بر پایه سرشماری عمومی نفوس و مسکن در سال ۱۳۹۰ جمعیت این روستا ۴۱ نفر (در ۱۵ خانوار) بوده‌است.